# アニメイトタイムズ
アニメイトタイムズ（英: animate Times）は、アニメイトグループが運営するアニメ関連情報配信サイト。

## 概要
アニメ、ゲーム、声優に関する、ニュースやプロモーション映像、インターネットラジオ番組の配信、テレビアニメのインターネット放送、CD・DVD等の各種アニメ関連グッズの通信販売、声優のブログ運営やコラム連載を行っている。モバイル版声優総合情報サイトについてはアニメイトモバイルシリーズを参照。YouTubeチャンネル『animate Times』では、オリジナル動画コンテンツを展開している。
2016年4月27日付で旧称の「アニメイトTV」から改名。
2018年付でアニメイトラボがアニメイトに吸収合併されたのに伴い、アニメイトの直営となった。

## 番組

### 配信中の番組
独自制作、独占配信番組のほか、他のインターネットラジオサイトで制作・配信されたものを、同日もしくは数日遅れで配信している番組が存在する。

#### 月曜日
- 森久保祥太郎・浪川大輔 つまみは塩だけ（2013年2月 - ）
- なりゆきNIGHT（2016年11月 - ）※第1・第3月曜日
- 「温泉むすめ」ぷれぜんつ的なうぇぶらじお!みみぽか!!〜ゆーも遊びに来ちゃいなYOH!〜（2017年4月 - ）

#### 火曜日
- 「よんでますよ、アザゼルさん」&「よんでますよ、アザゼルさん。Z」応援Webラジオ きいてますよ、アザゼルさん。G（2015年4月 - ）※隔週
- 谷山紀章 のMr. Tambourine Man（2014年3月 - ）
- 川上千尋 のStoryJukeBox（2015年11月 - ）

#### 水曜日
- 高橋美紀のおんぷの気持ち♪ in アニメイトTV（2011年7月 - ）
- Trignalのキラキラ☆ビートR（2012年6月 - ）※月2回
- 斎賀みつきのParadise Heaven（2014年3月 - ）
- 霜月はるかのFrost Moon Cafe+（2014年5月 - ）
- 佐藤拓也の「やれます!」（2015年2月 - ）
- みゃらむぅ研究所（2017年3月 - ）
- EIGHT OF TRIANGLEの さんかくラジオ2（2017年9月 - ）※月2回
- 僕らのMusic Park（2017年11月 - ）※月2回
- ちゅんたかラジオ 〜抱かれたい男1位と喋っています。〜（2018年10月 - ）
- HE★VENS RADIO〜Go to heaven〜（2018年11月 - ）※第2・第4水曜日

#### 木曜日
- 美佳子@ぱよぱよ（2001年4月 - ）
- 木村良平・岡本信彦の電撃Girl's Smile（2013年7月 - ）※隔週
- 逢田梨香子のまるごとりかこ（2018年1月 - ）
- 星鳴エコーズ RADIO（2018年11月 - ）※隔週

#### 金曜日
- 高梨康治「アキバ鋼鉄製作所」（2014年6月 - ）
- PERSONA5 the Animation Radio“カイトーク!”（2018年4月6日 - ）※隔週
- 新・オフィス遊佐浩二（2018年6月1日 - ）

#### 土・日曜日
- ドリフェス!ラジオ（2015年12月 - ）※土曜日

#### その他
- アニメイト音楽館（2014年9月 - ）※月1回（5日）

### 終了した番組
いずれも旧称のアニメイトTV時代に終了。

#### 2003年
- テイルズリングぷらす（仮）（2003年1月 - 7月）
- 後藤ラジオ（2003年10月 - 12月）

#### 2004年
- テイルズリング（2004年5月 - 7月）

#### 2005年
- らぐジェネ（動画配信）（2005年1月 - 4月）
- ラジリスク〜伊賀忍放送〜（2005年3月 - 11月）

#### 2006年
- カンださん☆アイぽんの ネギまほラジお（2005年1月 - 2006年1月）
- アリカ&ニナの乙女ちっくレディオ（2005年9月 - 2006年3月）
- ARIA The STATION Neo VENEZIA INFORMALE（2006年1月 - 3月）
- Hard Heart-beat（2005年10月 - 2006年4月）
- Solty Reidio（2005年10月 - 2006年6月）
- 初音島放送局S.S.（2005年7月 - 2006年6月）
- 俺たちのステップ 紘と拓篤の俺たちのベシャリ場（2005年12月 - 2006年7月）
- BRA:dio-Take a BRACE:d-（2005年10月 - 2006年8月）
- ぱにらじだっしゅ!（2005年12月 - 2006年8月）
- テイルズリング リバース（2005年11月 - 2006年9月）
- らぶフェロの頑張りましょう儲けましょう（2006年1月 - 9月）
- プリンセス・プリンセス RADIO 藤森学園 A to Z（2006年4月 - 9月）
- Webラジオ マリア様がみてる(第1期)（2006年3月 - 11月）
- Rootのアニ壷ラジオ（ - 2006年12月）
- 学園天使ラプソディー 〜緑川光のエンジェルナイト〜（2006年12月）

#### 2007年
- らぶドルTV（映像配信）（2006年9月 - 2007年1月）
- RADIOアニメロミックス〜ひぐらしのなく頃に こぼれ話編〜（2006年11月 - 2007年1月）
- 佐藤利奈のあの空で逢えたら（2004年10月 - 2007年3月）
- ARIA The STATION Due（2006年4月 - 2007年3月）
- RGTV（映像配信）（2006年9月 - 2007年3月）
- カンださん☆アイぽんの ネギまほラジお!?（2006年9月 - 2007年3月）
- いつでも召喚!サモンナイト4（2007年2月 - 4月）
- 稲村優奈と川瀬晶子のAAAで行こう!!（2006年7月 - 2007年4月）
- テイルズリング・ジ アビス（2006年9月 - 2007年5月）
- ひだまりラジオ（2006年12月 - 2007年5月）
- 生天目仁美のお陽さまとおさんぽ（2005年11月 - 2007年6月）
- ひぐらしのなく頃に 猿回し編（2007年2月 - 8月）
- Fate/stay tune（2007年2月 - 9月）
- 桃井はるこのらじお☆UP DATE（2007年6月 - 9月）
- ラジオdeアイマSHOW!（2006年4月 - 2007年10月）
- のだめオーケストラジオ（2007年3月 - 11月）

#### 2008年
- Radio ToHeart2（2005年10月 - 2008年1月 ）
- Webラジオ「咲らじ-清澄高校麻雀部-」（2007年5月 - 2008年1月）
- テイルズリング シンフォニア（2007年8月 - 2008年1月）
- スケッチブック ほんわからじお（2007年9月 - 2008年1月）
- ひぐらしのなく頃に 皿回し編（2007年8月 - 2008年1月）
- デュアル・エッジ・ステーション〜トクマチャンネル〜（2007年8月 - 2008年2月）
- モッチー・ノリノリのチャンピオンREDio （2007年9月 - 2008年2月）
- げんちょけん おたくならぢを（2007年10月 - 2008年2月）
- ラジオ『空の境界』the Garden of listeners（2007年11月 - 2008年2月）
- コミックハイ! プレゼンツ Hiぱ〜Radio!!（2007年8月 - 2008年2月）
- 聖應女学院放送局／おとボク帰り道トーク（2006年10月 - 2008年3月）
- ARIA The STATION Tricolore（2007年4月 - 2008年3月）
- 獣神演武!たいがていといっしょ♪（動画配信）（2007年10月 - 2008年3月）
- 破天荒Radio（2007年12月 - 2008年3月）
- THE IDOLM@STER RADIO（2007年11月 - 2008年4月）
- のののらぢお（2007年12月 - 2008年4月）
- 小清水亜美・福山潤のオオカミックラジオ（2007年12月 - 2008年4月）
- みなみけのみなきけ（2007年9月 - 2008年5月）
- メタファリカ・トウコウ放送局（2008年4月 - 5月）
- 少年陰陽師・彼方に放つ声をきけ〜略して孫ラジ（2006年4月 - 2008年6月）
- きいちゃって藍蘭島 海龍神社放送局（2007年9月 - 2008年6月）
- あまつき やみつき ラジオ（2008年4月 - 6月）
- 藤田咲のFomula Smile（2007年10月 - 2008年7月）
- 仮面のメイドガイ・強制ご奉仕ラジオ（2008年4月 - 7月）
- 関東図書基地 広報課女子寮/男子寮（2008年4月 - 7月）
- みんな友達!戦国バサラジオ（2007年9月 - 2008年8月）
- 夏休みだよ!ギャグマンガ日和（2008年8月）
- ラジオの国のアリス〜Wonderful Wonder Radio〜（2007年12月 - 2008年9月）
- アイドルマスター Radio For You!（2007年11月 - 2008年9月）
- ラジオTo LOVEる-とらぶる-〜明乃・紗友里の彩南高校放送部〜（2008年4月 - 9月）
- ラジオ ダ・カーポII 〜初音島日記〜（2007年11月 - 2008年10月）
- 宮崎羽衣のうぃ・らぶ・いっと!（2005年12月 - 2008年10月）
- 渚と早苗のおまえにレインボー（2007年10月 - 2008年10月）
- アイドル・オン・ザ・レイディオ!（2008年8月 - 10月）
- 狗ラジTB-SHOW（2008年8月 - 11月）
- 純情トライアングル〜いざ、純情に勝負!!〜（2008年1月 - 12月）
- CLUB ココ&ナッツ（2008年2月 - 12月）
- ひぐらしのなく頃に 皆回し編（2008年4月 - 12月）
- ラジオ魔女神判!どきどきの放課後（2008年3月 - 12月）
- 「伯爵と妖精」〜ニコの妖精お茶会〜（2008年10月 - 12月）

#### 2009年
- 冬休みだよ!ギャグマンガ日和（2008年12月 - 2009年1月）
- 彩雲国物語〜双剣の舞〜（2006年9月 - 2009年1月）
- カンださん☆アイぽんの ネギまほラジお〜ネギら部（仮）（2008年8月 - 2009年2月）
- STB 桜真町町内放送（2008年10月 - 2009年3月）
- 絶対可憐放送局（2008年6月 - 2009年3月）
- 今日からマ王!眞魔国放送協会（2006年11月 - 2009年3月）
- cafe essence（2008年6月 - 2009年3月）
- QuinRose MIX. Radio!（2008年9月 - 2009年3月）
- シャイニング・フォース フェザー 〜フォースMAX全開ラジオ〜（2008年12月 - 2009年3月）
- 渚と早苗と秋生のおまえにハイパーレインボー（2008年10月 - 2009年4月）
- メロン・なじみのスパークリング☆KISS（2008年12月 - 2009年4月）
- ラジオ『空の境界』 the Garden of wanderers（2008年6月 - 2009年4月）
- 酒井香奈子のかなえて!シャイニング☆ドリーム（2005年10月 - 2009年5月）
- とらドラジオ!（2008年9月 - 2009年5月）
- 「Vassalord.」Radio Station（2009年1月 - 6月）
- ラジオ☆ロデ（2009年1月 - 6月）
- ひぐらしのなく頃に礼 ラジオステーション・出張版（2009年4月 - 6月）
- 鉄のラジオバレル（2008年5月 - 2009年7月）
- みなきけ おかえり（2009年1月 - 2009年7月）
- ポケクリ!ケータイ小説放送局（2009年4月 - 7月）
- 静と茉莉也の恋彩限定。（2009年4月 - 7月）
- 『屍姫』ラヂヲ
  - こちら大麟館放送局（2008年11月 - 2009年7月）
  - 世空寺青空放送局（2008年11月 - 2009年8月）
- SOULEATER RADIO 死武専共鳴放送局（2008年7月 - 2009年8月）
- レギオスのらじおッス!（2008年12月 - 2009年8月）
- ミナトタワー放送局（2009年6月 - 8月）
- アイドルマスター P.S.プロデューサー（2008年10月 - 2009年9月）
- 『アラド戦記 スラップアップパーティー』Webラジオ「あゆみのスラップアップラジオ」（2009年5月 - 9月）
- 爆発らじアート☆（2009年6月 - 9月）
- Webラジオ マリア様がみてる(第2期)（2008年8月 - 2009年9月）
- Webラジオ TVアニメ「戦国BASARA」【金】（2009年3月 - 9月）
- Webラジオ TVアニメ「戦国BASARA」【銀】（2009年4月 - 9月）
- レンタル執事 -天河の猫の手も借りたい・バトラジ-（2009年2月 - 9月）
- 少年陰陽師・陰陽寮 電脳部 放送局 〜略して孫ラジ（2008年7月 - 2009年10月）
- 斎藤千和・無責任編集 〜週刊うらGおふぁんたじー（2008年9月 - 2009年10月）
- 東のエデン 放送部（2009年4月 - 10月）
- 小清水亜美・福山潤のオオカミックラジオII（2009年6月 - 10月）
- ラジオ『空の境界』 the Garden of tellers（2009年7月 - 10月）
- プリラジ!（2009年7月 - 10月）
- はぴ☆くりRadio・はいぱー!（2009年9月 - 11月）
- 黒執事 ファントムミッドナイトレディオ
  - レディオ・エクストラサイド（2008年12月 - 2009年11月）
  - レディオ・ブラックサイド（2008年10月 - 2009年12月）
- アニメ店長!子安・岩田のVOICEきゃらびぃ（2006年6月 - 2009年12月）
- 戦場のヴァルキュリア GBS第7小隊分局（2009年4月 - 12月）
- アスラクライン『カミラジオ!』（2009年5月 - 12月）
- マリアとユンユンの上海飯店で会いましょう（2009年7月 - 12月）
- テイルズリング・ヴェスペリア（2009年6月 - 12月）
- 血液型男子。BQラジオ（2009年9月 - 12月）
- Webラジオ「乱童」（2009年12月）

#### 2010年
- おおかみかくし Webラジオ JTTB 嫦娥町観光協会放送（2009年12月 - 2010年1月）
- 『うみねこのなく頃に』Episode R -Radio of the golden witch-（2009年8月 - 2010年1月）
- 梶 裕貴の フェイス!（2009年7月 - 2010年1月）
- 杉田智和のデュクシwアイテテww（2009年7月 - 2010年1月）
- セイント・ビースト ケダモノたちのHEAVEN'S PARTY すぱーく（2006年5月 - 2010年1月）
- 07-GHOST the world（2009年1月 - 2010年2月）
- Which Witch RADIO 空の学校 放送部?（2009年7月 - 2010年2月）
- 蒼藤学園占術科放送室（2009年10月 - 2010年2月）
- 伊良部一郎の華麗なる一日（2009年11月 - 2010年2月）
- Cutie Radio（2003年3月 - 2010年3月）
- ハヤ☆ラジ!!（2009年6月 - 2010年3月）
- Fate/stay tune UNLIMITED RADIO WORKS（2009年10月 - 2010年4月）
- あにゃまる探偵キルミンずぅラジオ＋（2010年2月 - 4月）
- おまひま☆HR（2009年11月 - 2010年4月）
- Webラジオ『まっすん!』（2009年12月 - 2010年4月）
- 戦場のヴァルキュリア2 ランシール校放送部（2009年12月 - 2010年5月）
- 地球発デ・ジ・キャラットラジオ略して地デジラジオ（2009年7月 - 2010年5月）
- VELVET UNDER WORLD Web Radio VELVET - NETWORK（2009年7月 - 2010年6月）
- Webラジオ エルルゥの小部屋 IN うたわれるもの（2009年4月 - 2010年6月）
- ゆとり☆ちゃんねる〜ラヂオもイラッとしないでね〜（2010年3月 - 6月）
- はなまる幼稚園 らじお組（2009年12月 - 2010年7月）
- 鋼の錬金術師・ラジオFA宣言（2009年3月 - 2010年7月）
- Fate/Zero -ラジオマテリアル-（2009年1月 - 2010年7月）
- 迷い猫 聴いてごラン!（2010年3月 - 8月）
- 福圓美里と長谷川明子のまじかるうぇーぶっ!（2010年4月 - 8月）
- DIGITAL DEVIL RADIO『アトラス・マニアクス』（2010年3月 - 8月）
- kiss×sis 〜1から始めるお姉ちゃんラジオ〜（2010年2月 - 9月）
- ブレブ・レイディオ（2010年4月 - 9月）
- 鈴村 & 下野のキスよりすごい うた☆プリ放送室（2010年7月 - 10月）
- 酒井香奈子のタクロク!（2009年7月 - 2010年10月）
- ラジオ・おとこぐみ〜L.A〜（2010年3月 - 11月）
- ヘタリアWEBラジオ 〜ヘタリラ〜（2009年4月 - 2010年11月）
- 薄桜鬼WEBラジオ 新選組通信 （2009年7月 - 2010年12月）
- アニメ『生徒会役員共』が全部わかるラジオ、略して全ラ! （2010年7月 - 12月）
- アニ・コン RADIO VOICEきゃらびぃ（2010年1月 - 12月）
- Webラジオ TVアニメ「戦国BASARA弐」【金剛】（2010年6月 - 12月）
- そらおと〜ふぉーりん☆らぶ〜（2009年10月 - 2010年12月）

#### 2011年
- RADIOアニメロミックス（2010年-2011年）
- パラ☆ラボ 放送局（2010年2月 - 2011年1月）
- 空京放送局（2009年12月 - 2011年2月）
- ラジオdeアイマSTAR☆（2009年10月 - 2011年3月）
- デュラララ!!ラジオ 略して デュララジ!!（2010年2月 - 2011年3月）
- 外場村役場村民放送（2010年7月 - 2011年3月）
- ぬら孫ラジオ 百鬼夜Go!（2010年6月 - 2011年3月）
- ダンガンラジオ 希望のゲストと絶望のオガタ（2010年11月 - 2011年4月）
- どきゅあに（2009年8月 - 2011年6月）
- 私立聖帝学園放送部（2009年3月 - 2011年6月）
- あか☆ぷろ!!!〜明るい三姉妹プロジェクト〜（2010年6月 - 2011年6月）
- Webラジオ・黒執事II（2010年6月 - 2011年7月）
- さよなら絶望放送（2007年8月 - 2011年8月）
- 程高放送部〜もしドラジオ〜（2011年2月 - 10月）
- 変ラボ（2011年3月 - 10月）
- まよラジ!〜迷えるラジオと動画な僕と〜（2011年7月 - 10月）
- 森久保祥太郎・寺島拓篤・梶裕貴 ★★★プロデュース（2009年7月 - 2011年11月）
- かってに改蔵ラジオしてもいいぜ（2011年6月 - 11月）
- 牧野さん家のごった煮（2010年11月 - 2011年12月）
- ぬら孫ラジオ 百鬼夜Go!Go!（2011年7月 - 12月）
- テラGオファンタジー（2009年10月 - 2011年12月）

#### 2012年
- ぬこラジ!〜ぬくもりが恋しくなるラジオ〜（2011年10月 - 2012年1月）
- RADIO『Starry☆Sky 〜星月学園新聞部〜』（2010年12月 - 2012年2月）
- ひぐらしのなく頃に煌 笑話し編（2011年5月 - 2012年2月）
- 癒されBar若本〜風のワンダラー〜（2011年8月 - 2012年2月）
- ヤマノテ ステーション（2011年4月 - 2012年2月）
- テイルズリング エクシリア（2011年9月 - 2012年3月）
- アニメ生徒会役員共が全部わかるラジオMaxPower、略して全ラ!まっぱ!!（2012年1月 - 5月）
- 萌えCanちぇんじ!ラジオらぼ!（2011年11月 - 2012年6月）
- 君僕ラジオ。 放課後ラプソディ（2011年8月 - 2012年7月）
- 天の妃放送部（2008年12月 - 2012年7月）
- ささら・まーりゃんの生徒会会長ラジオ for ToHeart2（2008年2月 - 2012年8月）
- 素顔の少年（2011年3月 - 2012年8月）
- KR（2012年7月 - 9月）
- も、もうかんべんしてください。（2011年5月 - 2012年9月）
- アブ恋★ラジオ in 捜査室（2012年2月 - 10月）
- 非公認戦隊アキバレンジャー 公認WEBラジオ（仮）（2012年7月 - 11月）
- Pokémon Radio Show! ロケット団ひみつ帝国（2012年7月 - 12月）

#### 2013年
- 恋するチコ☆ニ〜ニャ（2011年10月 - 2013年1月）
- K of Radio【KR】（2012年10月 - 2013年1月）
- みなみけのみなきけ ただいま（2013年1月 - 3月）
- Webラジオ『聖闘士星矢Ω』（2012年8月 - 2013年3月）
- AKB0048 仲谷明香の突撃ゲリララジオ!（2012年8月 - 2013年4月）
- 本チャンwebラジオ 絶園のテンペスト（2012年11月 - 2013年4月）
- らじゆう ラジオ勇者（2012年11月 - 2013年4月）
- マギラジ〜キャラバン〜（2012年10月 - 2013年4月）
- まおゆうメイドラジオα（2012年12月 - 2013年5月）
- ヘタリアWEBラジオ 〜ヘタリラ The Beautiful World〜（2013年2月 - 6月）
- レディオ・ディ・ヴァレンティーノ（2012年12月 - 2013年8月）
- ラジオ世界ふしぎ八犬伝!（2013年2月 - 10月）
- あか☆ぷろ!!!えすえす（2012年2月 - 2013年11月）
- カーニヴァルRadio（2013年1月 - 11月）
- TVアニメ「夜桜四重奏」Web Radio「木曜から夜ザクラ」（2013年9月 - 12月）
- 本チャンwebラジオ 絶園のテンペスト -Z-（2013年5月 - 2013年12月）
- TVアニメぎんぎつね 銀とハルの稲荷通信（2013年10月 - 12月）

#### 2014年
- ツダケンロードショーはてるまでラジオ（2011年3月 - 2014年1月）
- 「スタプラ!」Web Radio「星華学院放送部」（2012年6月 - 2014年1月）
- MFR-Mystery Frontier Reporters!!（2011年7月 - 2014年1月）
- 鈴村&下野の愛を届ける うた☆プリ放送局（2013年7月 - 2014年1月）
- ラジオ・機巧少女〜メインキャストは傷つかない〜（2013年9月 - 2014年2月）
- 魅惑ツアーズ <島﨑信長&増田俊樹 編>（2014年2月 - 3月）
- 波打際の○○さん（2013年4月 - 2014年3月）
- 佐藤利奈のあの空で逢いましょう♪F（2007年4月 - 2014年3月）
- TVアニメ「ゴールデンタイム」Webラジオ 慎・界人のふぁうふぁうタイム（2013年10月 - 2014年3月）
- 嫁コレPRESENTS「あやりえの花嫁はじめました!」（2014年1月 - 3月）
- TNRちゃんねる のうりんレディオ!!（2014年1月 - 3月）
- 「鬼灯の冷徹」ウェブラジオ『ひとにきびしく』（2013年12月 - 2014年4月）
- パラ☆ラボ放送局 二学期（2011年4月 - 2014年4月）
- 薄桜鬼集会 放送録（2011年5月 - 2014年4月）
- アニメ『生徒会役員共*』が全部わかるラジオ Super Positive Nippon 略して全ラ!すっぽんぽん!!（2014年1月 - 4月）
- TYPE-MOON VOICE PHANTASM『ひびちからじお!』（2010年7月 - 2014年5月）
- みんなで遊ぼうエルダイスの地図（2014年6月 - 7月）
- 「NORN9 ノルン+ノネット」WEBラジオ ノルン放送局（2013年11月 - 2014年7月）
- 神あそラジオ（2014年4月 - 7月）
- K of Radio 3rd（2014年4月 - 8月）
- ハマトラジオ from カフェノーウェア（2013年12月 - 2014年9月）
- アオハラジオ（2014年7月 - 10月）
- 「幕末Rock」WEBラジオ Rock or Heaven?（2014年6月 - 10月）
- プロジェクト40 トークサイド（2014年8月 - 2014年11月）
- ラジオdeアイマCHU!!（2011年4月 - 2014年11月）
- Fate/EXTRA 月海原学園放送部（2013年7月 - 2014年12月）
- 青山吉能 聞いとっと！？よしのモン。・*・:≡( ε:)（2014年10月 - 12月）
- TVアニメ「ばらかもん」Webラジオ『らじかもん』（2014年6月 - 12月）
- アクロニア学院 ECO部 活動中!（2014年7月 - 12月）

#### 2015年
- WEBラジオ（仮）月刊少女野崎くん（2014年6月 - 2015年1月）
- 1314式☆総合萌えミリ演習（2013年11月 - 2015年3月）
- サンラジオ・レジデンス リターンズ（2014年12月 - 2015年3月）
- アニメイトTV情報バラエティ「立花慎之介&三浦祥朗のあにらぶ」（2012年1月 - 2015年3月）
- VALSHEのばるとく★RADIO（2013年8月 - 2015年4月）
- 神あそラジオ 再臨（2015年2月 - 2015年4月）
- きいてますよ、アザゼルさん。Z（2013年3月 - 2015年4月）
- ありらじ 〜王子育成ラジオ〜（2014年3月 - 2015年7月）
- 帰ってきた!ささら、まーりゃんの生徒会会長ラジオ for ToHeart2（2014年5月 - 2015年7月）
- 総武高校奉仕部ラジオ。続（2015年3月 - 7月）
- 「山田くんと7人の魔女」Webラジオ『リスナーくんと2人の魔女』（2015年3月 - 7月）
- なないろラジオガールズ（2015年4月 - 8月）
- 俺物語!!頼りになるラジオ!!（2015年4月 - 9月）
- K of Radio 4th（2015年5月 - 9月）
- 下ネタという概念が存在しない退屈なラジオ（2015年7月 - 10月）
- ヘタリアWEBラジオ 〜ヘタリラ The World Twinkle〜（2015年7月 - 10月）
- 東高セゾンラジオ（2015年1月 - 10月）
- それが声優!Presents WEBラジオ!（2015年10月 - 11月）
- エミル・クロニクル・オンライン アクロニア学院 放送室（2015年4月 - 11月）
- ラジオ「あんさんぶるスターズ！」〜夜闇の魔物に怯える子猫〜（2015年4月 - 12月）
- ガールズ&パンツァーRADIO ウサギさんチーム、訓練中!（2015年1月 - 12月）

#### 2016年
- APPLE FOREST スタジオ（2015年3月 - 2016年1月）
- K of Radio 5th KR Go!!（2015年10月 - 2016年1月）
- 石上静香と東山奈央の英雄譚RADIO（2015年10月 - 2016年1月）
- 終わりのラジオ（2015年2月 - 2016年1月）
- Dance with Devils 四皇學園第三放送室（2015年11月 - 2月）
- 『ファンタシースターオンライン2 ジ アニメーション』〜清雅学園生徒会Radio!〜（2月 - 3月）
- ラジオ・オブ・ストライド オルタナティブ（2016年1月 - 3月）
- 五ツ星プリンス〜宮内聖也のなんでもコンシェルジュ〜（2016年1月 - 3月）
- TVアニメ「おそ松さん」WEBラジオ シェーWAVE おそ松ステーション（2015年10月 - 2016年4月）
- 緒方恵美の乙女的美食研究部（2015年11月 - 2016年5月）
- Webラジオ「戦国BASARA」－熱血!寄席ラジ!－（2015年12月 - 2016年6月）
- ナースウィッチ小麦ちゃんR WEBラジオ『レッツ！コムギケーション！』（2015年12月 - 2016年8月）
- HoneysComin'のはにかみ（2013年12月 - 2016年8月）
- 斗々丸・金春の喧嘩番長 乙女 とことんトトコンラジオ（2016年5月 - 9月）
- 木村昴 × 外崎友亮「ビバップ・コミュニケーション」（2014年10月 - 2016年9月）
- はんだらじお 〜島﨑信長と興津和幸のきっさマウンテンで待ち合わせ〜（2016年6月 - 9月）
- この美術部ラジオには問題がある!〜アトリエこの美！〜（2016年7月 - 10月）
- アニメ『91Days』WEBラジオ『9分10秒ラジオ』(2016年7月 - 10月）
- 鈴木達央・下野紘のスカーレッドライダーゼクス LAG放送局（2016年7月 - 10月）
- うみくんレディオ（2015年9月 - 2016年10月）
- マジカルデイズ the RADIO Parade（2016年10月 - 12月）
- 「ガーリッシュ ナンバー」CUTE GIRLS RADIO（略して「クズらじ」）（2016年10月 - 12月）
- アニメ『刀剣乱舞-花丸-』WEBラジオ 「安定・清光の『花丸通信』」（2016年7月 - 12月）

#### 2017年
- サーヴァンプ通信（2016年7月 - 2017年1月）
- キズナストライカー!ラジオストライカー キズナ活動報告部（2016年10月 - 2017年2月）
- EIGHT OF TRIANGLEの さんかくラジオ（2016年2月 - 2017年3月）
- 津田健次郎・大河元気のジョシ禁ラジオ!（2017年4月）
- ラジオ「ハンドシェイカー」〜マキハラダヨ!全員集合!!（2017年1月 - 2017年4月）
- ボイきら放送局＠星蘭学院（2016年10月 - 2017年4月）
- オフィス遊佐浩二（2014年9月 - 2017年4月）
- ツキクラ裏語録（2016年5月 - 2017年5月）
- ギリギリアウト!?（2014年3月 - 2017年5月）
- テイフェスラジオ2017（2017年4月 - 6月）
- 大井町クリームソーダのシュワシュワオーバーフロー（2015年10月 - 2017年6月）
- RadioポッピンQ 〜ほんのすこし面白くする、それだけで世界は変わる〜（2016年7月 - 2017年6月）
- 劇場版『生徒会役員共』が全部わかるラジオ Movie promotion danger sign略して全ラ!もろだし!!（2017年6月 – 8月）
- 小野坂・小西のO+K（映像配信）（2010年6月 - 2017年11月）
- 松井恵理子・内村史子のまイラぶストりーと（2015年8月 - 2017年11月）
- 今日のあきらさん。明日のかつゆきさん。（2014年3月 - 2017年12月）
- ラジオアワー『世界の王』（2014年5月 - 2017年12月）
- 「鬼灯の冷徹」第弐期WEBラジオ もっとひとにきびしく（2017年9月 - 12月）

#### 2018年
- UQR ネギまHOLDERラジお!（2017年6月 - 2018年1月）
- ゆうきとつばさのひよこ（2008年10月 - 2018年2月）
- 8P Radio 〜新世界への道〜（2018年3月）
- 鈴村健一の超人タイツ ジャイアント（映像配信）（2006年11月 - 2018年3月）
- RADIO MIRACLE6（2018年2月 - 3月）
- TVアニメ「おそ松さん」WEBラジオ シェーWAVE おそ松ステーション（2017年10月 - 2018年4月）
- WEBラジオ ぞく!『花丸通信』（2018年1月 - 4月）
- BOGAfamiglia -ボガファミリア-（2016年9月 - 2018年5月）
- 「鬼灯の冷徹」第弐期WEBラジオ もっとひとにきびしく その弐（2018年3月 - 7月）
- 鈴村&下野の帰ってきた!うた☆プリ放送局（2018年4月 - 9月）
- TVアニメ「とらドラ!」10周年記念「とらドラジオ!SPECIAL」（2018年10月）

#### 2023年
- ワッチャプリラジ！〜やるぞ！おまつりラジオ〜（2022年7月 - 2023年1月）